# Idan Shum
Idan Shum (Israel, 26 de marzo de 1976), exfutbolista israelí.

## Clubes
| Club                       | País   | Año       |
| -------------------------- | ------ | --------- |
| Hapoel Kfar Saba           | Israel | 1993-1996 |
| Maccabi Haifa FC           | Israel | 1996-1997 |
| Hapoel Petach Tikva        | Israel | 1997-1998 |
| Hapoel Ironi Rishon leZion | Israel | 1999-2000 |
| Maccabi Netanya            | Israel | 2000-2001 |
| Maccabi Herzliya           | Israel | 2003-2005 |
| Hapoel Ironi Rishon leZion | Israel | 2005      |
| Alania Vladikavkaz         | Rusia  | 2005-2006 |
| Hapoel Kfar Saba           | Israel | 2006-2011 |